# Anne Elisabet Jensen
Anne Elisabet Jensen (Kalundborg, 17 augustus 1951) is een Deense politica. Van 1999-2014 was zij Europarlementariër. 

## Professionele ervaring
In 1978 behaalde Jensen haar graad in de politieke wetenschappen aan de Universiteit van Kopenhagen waarna ze haar carrière vervolgde als econoom, tot en met 1984 bij de particuliere banken A/S en daarna tot en met 1994 bij Privatbanken/Unibank. Van 1994-1996 heeft Jensen als directeur van de Werkgeversvereniging Dansk Arbejdsgiverforening gewerkt en van 1996-1998 als hoofdredacteur van Berlingske Tidende.

## Europa
Jensen is vanaf 1999 actief geweest in het Europees parlement namen de Deense partij Venstre. Zij is tot 2014 actief gebleven. Zij was lid van de begrotingscommissie in het EP.